# Morrovalle
Morrovalle je italská obec 12 km od pobřeží Jaderského moře v oblasti Marche, provincii Macerata.

## Vývoj počtu obyvatel
Počet obyvatel

## Sousední obce
| Růžice kompasu |            | Montelupone                         |             | Růžice kompasu |
| Růžice kompasu | Macerata   | Sever                               |             | Růžice kompasu |
| Růžice kompasu | Macerata   | Morrovalle                          |             | Růžice kompasu |
| Růžice kompasu | Macerata   | Jih                                 |             | Růžice kompasu |
| Růžice kompasu | Corridonia | Monte San Giusto, Montegranaro (AP) | Montecosaro | Růžice kompasu |